# Corynoptera levis
Corynoptera levis är en tvåvingeart som beskrevs av Risto Kalevi Tuomikoski 1960. Corynoptera levis ingår i släktet Corynoptera, och familjen sorgmyggor. Arten är reproducerande i Sverige.